# Región de Tubinga
La Región de Tubinga (en alemán: Regierungsbezirk Tübingen) es una de las cuatro regiones administrativas (Regierungsbezirk) del estado de Baden-Wurtemberg, Alemania, localizada al sureste del estado. Su capital es la ciudad de Tubinga.
Se subdivide en tres subregiones o asociaciones regionales (Regionalverband): Neckar-Alb, Donau-Iller y Bodensee-Oberschwaben.
Tiene un área de 8.918 km² y una población de 1.801.487 habitantes (2004).

## Geografía
La región de Tubinga se encuentra al sureste del estado de
Baden-Wurtemberg y fue llamada hasta el 31 de diciembre de 1972 Regierungsbezirk Südwürttemberg-Hohenzollern (región de Wurtemberg Meridional-Hohenzollern).
Limita al sur con el Lago Constanza, al oeste con las regiones de Friburgo y Karlsruhe, al norte con la región de Stuttgart y al este con Baviera. Su extensión y límites actuales fueron definidos en la reforma territorial y administrativa del 1 de enero de 1973.
| Kreise (distritos)                                                                                                | Kreisfreie Städte (ciudades independientes) |
| --- | ------------------------------------------- |
| 1. Alb-Donau 2. Biberach 3. Bodenseekreis 4. Ravensburg 5. Reutlingen 6. Sigmaringa 7. Tubinga 8. Zollernalbkreis | 1. Ulm                                      |

## Política
Los presidentes de la región de Tubinga, desde 1973, han sido:
- 1973 - 1975: Dr. Hansjörg Mauser
- 1975 - 1997: Dr. Max Gögler
- 1997 - 2006: Hubert Wicker
- 2006 - 2025: Hermann Strampfer